# Restklassenkörper
Restklassenkörper spielen in verschiedenen Bereichen der Algebra und Zahlentheorie eine wichtige Rolle. In ihrer einfachsten Form sind sie die mathematische Abstraktion des Restes bei der Division durch eine Primzahl, in der algebraischen Geometrie treten sie auf, wenn die lokale Struktur eines geometrischen Objektes in einem Punkt beschrieben wird.

## Definition
Sei {\displaystyle A} ein Ring mit einem maximalen Ideal {\displaystyle {\mathfrak {m}}}. Dann heißt der Faktorring {\displaystyle A/{\mathfrak {m}}}, der als Faktorring eines maximalen Ideals ein Körper ist, der Restklassenkörper von {\displaystyle A} bezüglich {\displaystyle {\mathfrak {m}}}.

## Beispiele

### Restklassenkörper modulo einer Primzahl
Sei {\displaystyle A=\mathbb {Z} } der Ring der ganzen Zahlen. Da {\displaystyle \mathbb {Z} } ein Hauptidealring ist, sind maximale Ideale von {\displaystyle \mathbb {Z} } gerade die von Primelementen erzeugten Ideale. Ist also {\displaystyle p} eine Primzahl, so ist der Restklassenring {\displaystyle \mathbb {Z} /p\mathbb {Z} } ein Körper, genauer ein endlicher Körper mit {\displaystyle p} Elementen. Er wird Restklassenkörper modulo {\displaystyle p} genannt und üblicherweise mit {\displaystyle \mathbb {F} _{p}} bezeichnet. Man beachte jedoch, dass es auch endliche Körper {\displaystyle \mathbb {F} _{p^{2}}},{\displaystyle \mathbb {F} _{p^{3}},\ldots } gibt, die mit den jeweiligen Restklassenringen nichts zu tun haben.
Restklassenkörper sind spezielle Beispiele primer Restklassengruppen.
Für weitere Details zu endlichen Körpern siehe endlicher Körper.

### Restklassenkörper lokaler Ringe
Sei {\displaystyle A} ein lokaler Ring, also ein Ring, in dem es nur ein maximales Ideal {\displaystyle {\mathfrak {m}}} gibt. Dann gibt es zu {\displaystyle A} nur einen Restklassenkörper, nämlich {\displaystyle A/{\mathfrak {m}}}, und wir sprechen von dem Restklassenkörper von {\displaystyle A}.

#### Restklassenkörper diskreter Bewertungsringe
Sei {\displaystyle {\mathcal {O}}} der Bewertungsring eines diskret bewerteten Körpers {\displaystyle K}. Dann ist {\displaystyle {\mathcal {O}}} ein lokaler Hauptidealring, sodass das maximale Ideal von {\displaystyle {\mathcal {O}}} von einem Element {\displaystyle \pi } erzeugt wird. Ein solches Element nennt man ein uniformisierendes Element und man bezeichnet {\displaystyle {\mathcal {O}}/(\pi )} in diesem Fall auch als Restklassenkörper von {\displaystyle K}.

#### Restklassenkörper von Punkten auf Schemata
Sei {\displaystyle X} ein Schema mit einem Punkt {\displaystyle x\in X}. Dann wird der  Restklassenkörper des lokalen Ringes {\displaystyle {\mathcal {O}}_{X,x}}  der Restklassenkörper von {\displaystyle X} in {\displaystyle x} genannt und wird üblicherweise mit {\displaystyle \kappa (x)} bezeichnet.
Ist {\displaystyle X} ein Schema über einem Körper {\displaystyle k}, so sind alle Restklassenkörper von {\displaystyle X} Körpererweiterungen von {\displaystyle k}. Ist {\displaystyle X/k} lokal endlichen Typs und {\displaystyle x\in X} ein abgeschlossener Punkt, so ist {\displaystyle \kappa (x)} eine endliche Erweiterung von {\displaystyle k}. Dies ist im Wesentlichen die Aussage des hilbertschen Nullstellensatzes.